# オグロヅル
オグロヅル（尾黒鶴、Grus nigricollis）は、ツル目ツル科ツル属に分類される鳥類。

## 分布
インド北部、中華人民共和国、ブータン、ベトナム北部
ジャンムー・カシミール州東部、甘粛省や四川省、青海省、新疆ウイグル自治区、チベット自治区で繁殖し、ベトナム北部、アルナーチャル・プラデーシュ州、青海省、雲南省、チベット自治区南部で越冬する。

## 形態
全長115-152センチメートル。頭部から頸部にかけての羽衣は黒い。眼後部に白い斑点が入る。胴体の羽衣は淡灰色。尾羽は黒や黒褐色、風切羽は黒い。
頭頂や眼先は羽毛がまばらで、赤い皮膚が裸出する。虹彩は黄色。嘴や灰緑色や灰褐色。後肢は黒い。

## 生態
繁殖期は3,000-4,800メートルにある湖沼や湿原、冬季は農耕地に生息する｡
食性は雑食で、植物の茎、根、種子、カエル、貝類などを食べる。
繁殖形態は卵生。5-6月に1-2個（主に2個）の卵を産む。雌雄で抱卵し、抱卵期間は31-33日。雛は孵化してから約90日で飛翔できるようになる。

## 人間との関係

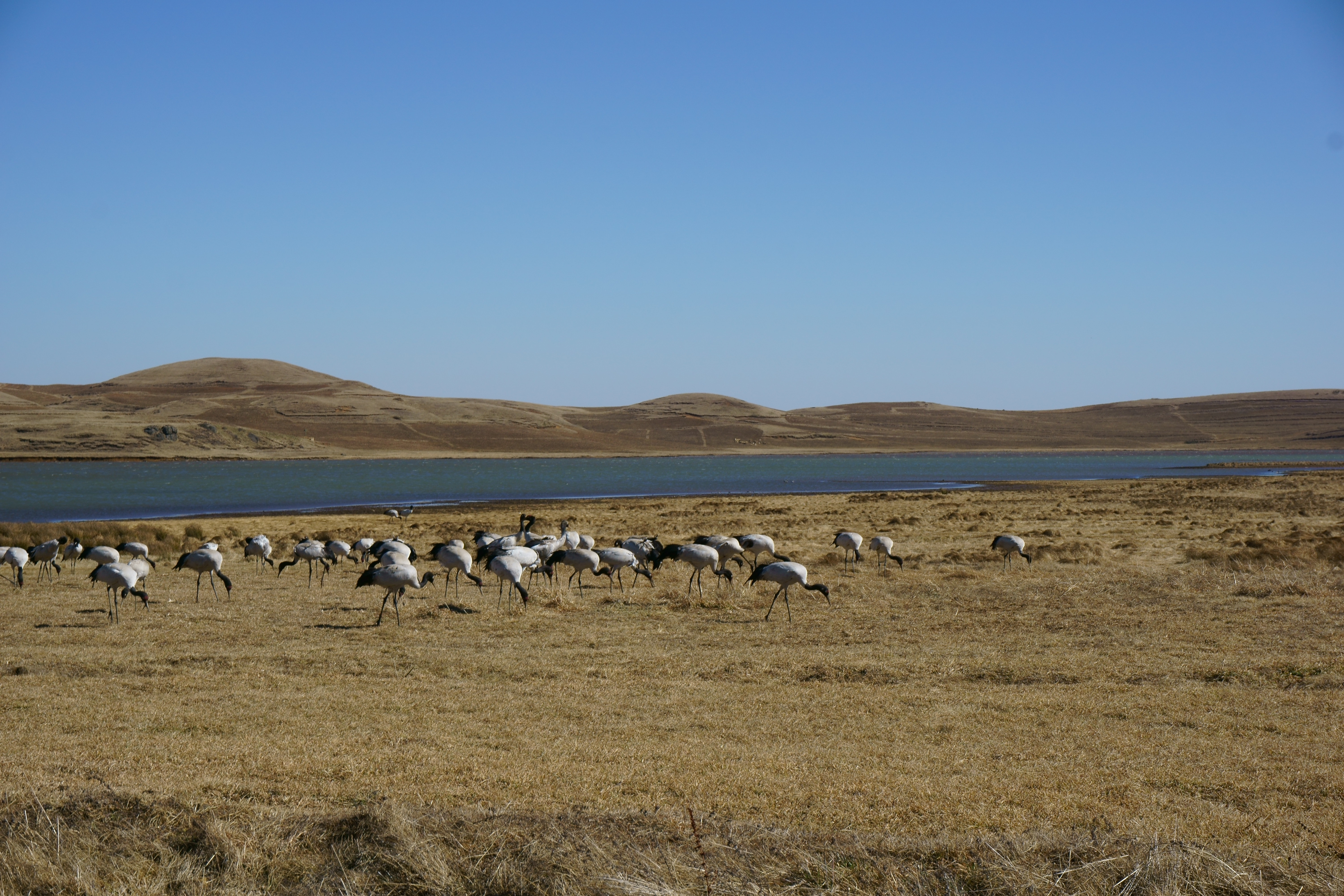
中国雲南省の大山包国家級自然保護区にあるオグロヅルの群れ

開発や採掘、放牧による生息地の破壊などにより生息数は減少している。また越冬地で冬季に麦作が行うようになり、農耕地での採食が困難になっている。政府と自然保護団体による越冬地の調査、保護区の指定、啓蒙活動などの保護対策が進められている。
- 中国国家一級重点保護野生動物